# Маріямпільський замок (дендропарк)
Марія́мпільський за́мок (інша назва — Марія́мпільський дендрологі́чний па́рк) — дендрологічний парк місцевого значення в Україні. Розташований у межах Галицького району Івано-Франківської області, в селі Маріямпіль. 
Площа 2,26 га. Оголошено згідно з рішенням Івано-Франківської облради від 17.01.2008 року, № 490-18/2008. Перебуває у віданні Маріямпільської сільської ради. 
Статус надано з метою збереження парку, закладеного 1690 року на території Маріямпільського замку. Парк вважається найстарішим в Івано-Франківській області. Тут зростають такі види дерев: липа, дуб, ясен, каштан, клен, береза, смерека, туя, ялівець, гінкго білоба, тюльпанове дерево, кипарисовик тощо. 

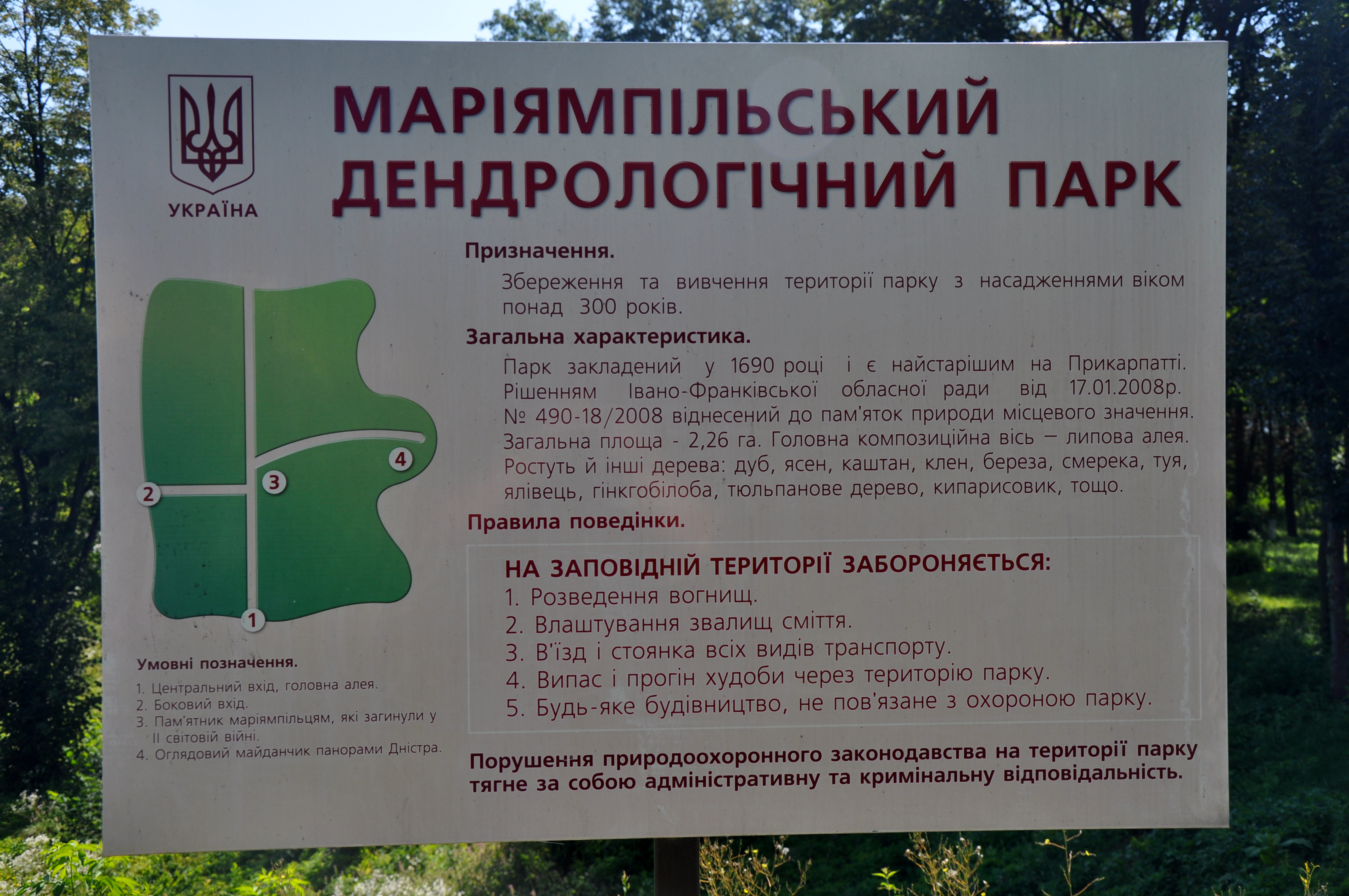
Інформаційна таблиця